# Eef J. M. Arnolds
 Everhardus Johannes Maria Arnolds (La Haya, 16 de abril de 1948) es un micólogo, liquenólogo y profesor neerlandés. En 1981, obtuvo su PhD por la Universidad de Utrecht, sobre una tesis de taxonomía, ecología, y distribución geográfica de macrohongos en pastizales en Drenthe.
Fue asistente de investigación en la Universidad de Wageningen. Y de 1990 a 1998, director de la Estación Biológica de Wijster.

## Algunas publicaciones
- w.a. Ozinga, eef Arnolds. Mycorrhizapaddestoelen als leidraad voor beheeradviezen voor bossen op voedselarme zandgrond. In: De Levende Natuur (2003) 5 : 177-183. ISSN 0024-1520
- t.w. Kuyper, eef Arnolds, a. van den Berg, r. Chrispijn, l. Jalink, m.t. Veerkamp. Paddestoelen in naaldbossen. In: De Levende Natuur 107 (2006) 6: 228-232. ISSN 0024-1520
- eef j.m. Arnolds. A confusing duo: Calocybe cerina and Callistosporium pinicola (Agaricales) (enlace roto disponible en Internet Archive; véase el historial, la primera versión y la última).. Acta Mycologia 41 (1) 2006: 29-40 (PDF; 111 kB)
- -------------------, c. Perini. Psathyrella berolinensis, a remarkable fungus on dung of wild boar. In: Micologia e Vegetazione Mediterranea 21(1). Gruppo Ecologico Micologico Abruzzese. 2006 35-40

### Libros
- torbjørn Borgen, eef j.m. Arnolds. 2004. Taxonomy, Ecology and Distribution of Hygrocybe (Fr.) P.Kumm. and Camarophyllopsis Herink (Fungi, Basidiomycota, Hygrocybeae) in Greenland. Vol. 54 de Meddelelser om Grønland: Biosci. ISSN 0106-1054. Ed. Danish Polar Center, 68 pp. ISBN 8790369688, ISBN 9788790369682
- eef j.m. Arnolds. 2003. Rare and Interesting Species of Psathyrella. Vol. 26 de Fungi non delineati : raro vel haud perspecte et explorate descripti aut definite picti. ISSN 1128-6008. Ed. Candusso, 76 pp.
- --------------------, mirjam Veerkamp. 1999. Gids voor de Paddestoelen in Het Meetnet (Guía Para Setas en una Red de Monitoreo). Ed. Nederlandse Mycologische Vereniging, 126 pp.
- machiel e. Noordeloos, c. Bas, teun Boekhout, eef j.m. Arnolds, thom Kuyper, et al. 1990. Flora Agaricina Neerlandica : critical monographs on families of agarics and boleti occurring in the Netherlands. Vol. 2. Ed. Róterdam, Brookfield: A.A. Balkema, 137pp. il. ISBN 9061919711 ISBN 9789061919711 ISBN 906191972X ISBN 9789061919728
- eef j.m. Arnolds. 1983. Syllabus college vegetatiekunde: incl. synoecologie. Ed. LH Vegetatiekunde Plantenecologie en Onkruidkunde, 120 pp.
- --------------------, machiel e. Noordeloos. 1981. Fungorum rariorum icones coloratæ. / Pars XII, New, rare and interesting species of Entoloma. Ed. J. Cramer. 35 pp. + 8 planchas a color
- --------------------. 1981. Ecology and Coenology of Macrofungi in Grasslands and Moist Heathlands in Drenthe, the Netherlands: Part 1: Introduction and Synecology. 407 pp.